# 布氏梭大口魚
布氏梭大口魚（学名：Luciosoma bleekeri）为輻鰭魚綱鯉形目鲤科的其中一種。分布於亞洲湄公河及湄南河流域，體長可達25公分，棲息在氾濫的河流，屬肉食性，以甲殼類、昆蟲及魚類等為食，可做為食用魚。

## 扩展阅读
維基物種上的相關：布氏梭大口魚